# Persistenza di un numero
In matematica, la persistenza di un numero è il termine usato per descrivere il numero di operazioni che si devono applicare ad un intero per raggiungere un punto fisso, ad esempio fino a quando successive operazioni non cambieranno più il numero.
Generalmente, questo termine viene riferito alla persistenza additiva o moltiplicativa di un intero, che indica quante volte bisogna sostituire un numero con la somma o con la moltiplicazione delle sue cifre fino a quando si raggiunge un numero con una sola cifra.
La persistenza additiva o moltiplicativa dipende dalla base di numerazione in cui si sta operando. In quest'articolo si considerano solamente i casi in base 10.

## Esempi
La persistenza additiva di 2718 è 2:
{\displaystyle 2+7+1+8=18,}
{\displaystyle 1+8=9.}
La persistenza moltiplicativa di 39 è 3:
{\displaystyle 39\to 27\to 14\to 4.}
Si osservi che 39 è anche il numero più piccolo con persistenza moltiplicativa uguale a 3.